# Allergene
Un allergene è una sostanza solitamente innocua per la maggior parte delle persone, ma che in taluni individui (i soggetti atopici) è in grado di produrre manifestazioni allergiche di varia natura (asma, orticaria, etc.).

## Contatto con gli allergeni
Una persona allergica può entrare in contatto con gli allergeni in molti modi, da cui solitamente dipende anche la risposta dell'organismo: se l'allergene è stato aspirato probabilmente si avranno sintomi di tipo respiratorio, se è stato toccato l'organismo risponderà con un'infiammazione della pelle. Gli allergeni possono anche essere trasportati dall'aria (cosa che accade con i pollini).
I sintomi respiratori sono quelli che si manifestano più spesso (almeno il 75% delle manifestazioni allergiche).

## Tipi di allergeni
Le sostanze che possono causare reazioni allergiche sono molte e differenziate:

### Polline

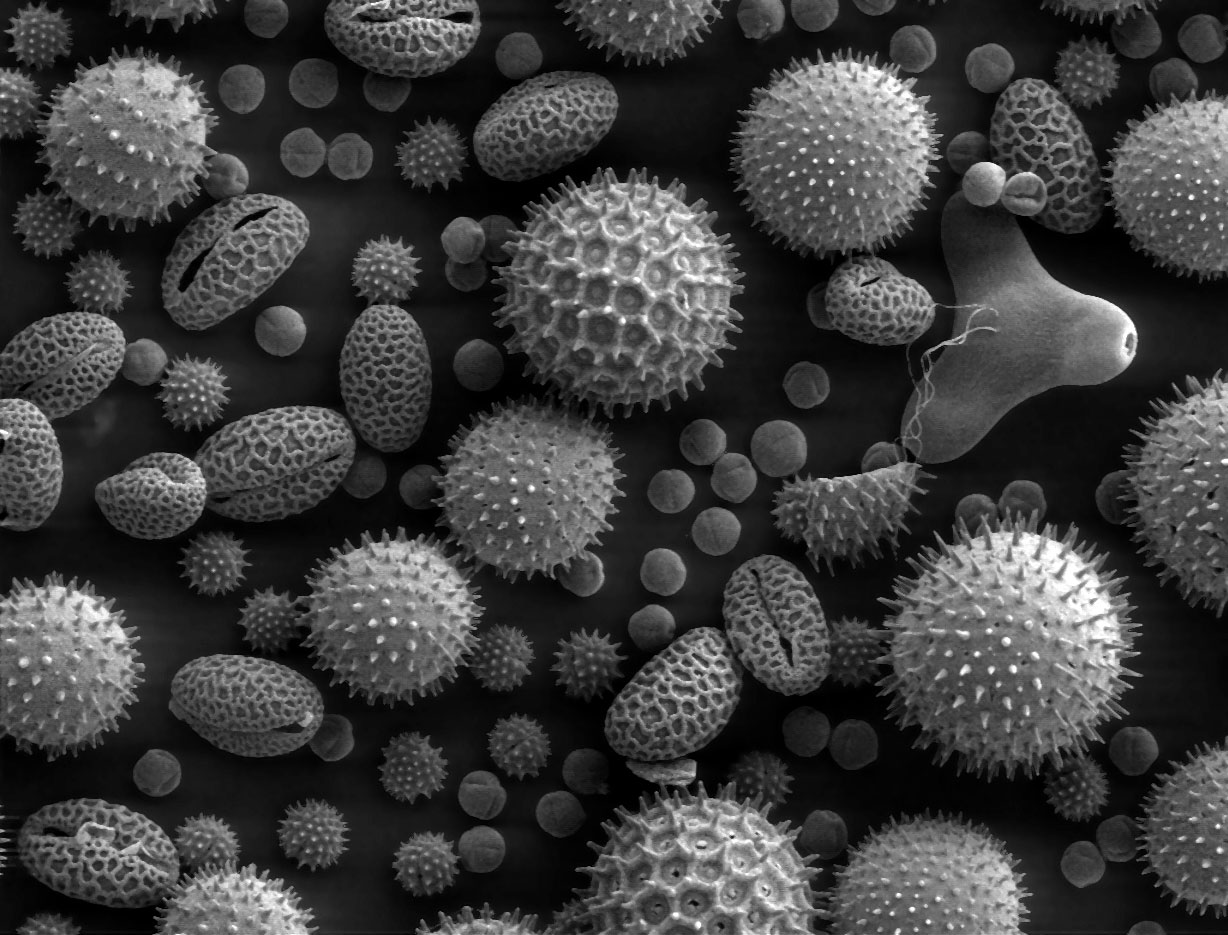
Alcuni pollini visti al microscopio elettronico

Poiché molte persone soffrono di allergia al polline di alcune piante, per queste persone è importante conoscere quale specie provoca la reazione allergica.
Per aiutare le persone allergiche a prevenire il contatto con i pollini, l'Associazione Italiana di Aerobiologia (AIA) rende disponibile su internet il Calendario Pollinico .
Il sintomo classico di questa allergia è la rinite allergica, nonché l'arrossamento della congiuntiva.

### Materiali artificiali
Si possono sviluppare anche allergie a diversi materiali, come per esempio il Nichel. o il lattice. Il risultato del contatto con il materiale in questione è una dermatite da contatto.

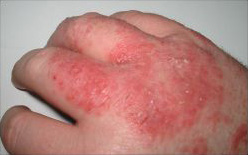
Dermatite allergica.

### Polvere
Altre allergie molto comuni sono quelle scatenate dalla vicinanza agli acari (detti acari della polvere) che normalmente convivono con gli esseri umani (sinantropia) nutrendosi delle scaglie di pelle che normalmente gli individui perdono durante la giornata. Questi acari sono invisibili ad occhio nudo; abitano prevalentemente letti e cuscini. Questi acari prediligono tessuti naturali, per questo le persone allergiche devono usufruire di strumenti speciali che impediscano la proliferazione degli allergeni.

### Animali
Molto comuni sono le persone allergiche agli animali: queste persone non sono, come generalmente si crede, allergiche al pelo dell'animale, bensì alle scaglie di pelle che questo (come anche gli esseri umani) perde normalmente.

### Allergeni alimentari
La maggioranza degli allergeni alimentari finora studiata mostra caratteristiche comuni: si tratta di glicoproteine solubili in acqua, di basso peso molecolare (10-70 kd) e stabili all'azione del calore, delle proteasi e in ambienti acidi. Le reazioni allergiche non sono dose-indipendenti e sono quindi sufficienti piccole quantità dell'alimento contenente l'allergene per determinare la risposta del sistema immunitario e provocare i relativi sintomi. La Commissione per il Codex Alimentarius, la Commissione europea e altre organizzazioni internazionali hanno definito i criteri scientifici per la selezione degli alimenti allergizzanti da indicare nelle etichette alimentari.
Le etichette di tutti gli alimenti sono regolate, infatti, dalla Direttiva 2003/89/CE e successive modifiche.
L'individuo allergico ha, grazie a questa normativa, la possibilità, leggendo attentamente le etichette, di essere informato e prevenire le eventuali allergie alimentari da alimenti a lui proibiti.

### Farmaci
Le reazioni allergiche possono anche manifestarsi in seguito all'assunzione di determinati farmaci o vaccini a causa di un'intolleranza dell'organismo verso il principio attivo o uno degli eccipienti della sostanza.

### Tossine di insetti
In seguito alle punture di insetti possono sopraggiungere crisi respiratorie e shock anafilattico dovuti a un'allergia dell'individuo verso la tossina inoculata dall'insetto.
Secondo statistiche degli anni '90 la maggior parte delle morti avvenute per cause allergiche sono dovute alla puntura di imenotteri.

### Cosmetici
Gli allergeni sono contenuti nelle miscele dei profumi sintetici e negli olii essenziali, esempio la lavanda contiene il linalool.